# Äggstock

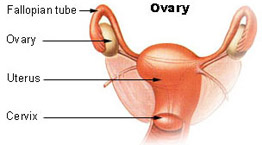
Schematisk bild över människans äggstockar ("ovary"), på var sida omlivmodern ("uterus").

Schematisk bild över händelseförloppet i en äggstock under menstruationscykeln. 1. menstruation. 2.-3. mognande äggfollikel. 4. ägglossning. 5. corpus luteum. 6. degeneration av corpus luteum.

Äggstock, ovarium, ooteka, är ett inre könsorgan hos hondjur där äggceller utvecklas från äggreserven. Äggstockarna fungerar både som behållare för äggreserven och som kvinnans endokrina körtlar för könshormoner.
Äggstockarnas storlek förändras med åldern och är större hos längre kvinnor än kortare. De minskar i storlek från omkring 30 års ålder. Hos kvinnor innan klimakteriet är volymen hos äggstockarna i genomsnitt 5–6 cm3 och efter menopaus omkring 2 cm3.

## Hos kvinnor
Under fosterstadiet bildas ungefär 7 miljoner oocyter. De flesta av dem hålls tillbaka genom atresi. De två äggstockarna tillsammans har därefter kvar ungefär 400 000 omogna  ägganlag, men under livet kommer endast ca 400 av dem leda till ägglossning.
Under menscykeln mognar ett tiotal äggceller fram. Under utmognandet utvecklar dessa äggceller dels ett glykoproteinlager kallat zona pellucida runtom cellen, dels flera lager av olika celler som omger själva äggcellen. Dessa lager kallas stratum granulosum samt theca interna och theca externa. När äggcellen har båda dessa lager kallas de för graafska folliklar.
Normalt frigörs bara en äggcell från de Graafska folliklarna, resten bildar så kallade atretiska folliklar som utgörs av rester av zona pellucida samt bindväv. 
När ägget frigörs vid ovulationen, dvs. ägglossningen, följer en del av dess omgivande granulosaceller med och bildar ett kortvarigt "skal" kallat corona radiata. Ägget frigörs ut i bukhålan men tas direkt upp av en äggledare. Normalt frisätts bara ett ägg åt gången, blir det inte befruktat av spermier bryts det ner och resterna stöts ut vid menstruation. 
Resterna av den Graafska follikeln omvandlas till en gulkropp som utsöndrar olika hormoner, bland annat progesteron och östrogen. I äggstockarna bildas också större andelen av kvinnans testosteron, DHEA och androstenedion.
Mognaden av ett nytt ägg sker varje månad fram tills kvinnan blivit omkring 50 år gammal och kommer in i klimakteriet. Vid vilken ålder den fertila perioden är över är dock väldigt individuellt.

## Hormonella funktioner
Äggstockar är endokrina könskörtlar, motsvarande mannens testiklar. Äggstockarna producerar bland annat fem viktiga hormoner: 
- Östrogen
- Progesteron
- Inhibin
- Relaxin
- Anti-Mülleriskt hormon

Av dessa är östrogen och progesteron de viktigaste hormonerna som produceras i äggstocken.
Under puberteten stiger nivåerna av follikelstimulerande hormon, FSH. Detta får granulosaceller i ovarierna att börja producera östrogen, vilket inleder utmognaden av äggcellerna och påbörjar menstruationscykeln. Som svar på de ökande hormonnivåerna från bland annat hypofysen i samband med puberteten kommer sekundärfolliklarna snart att börja producera luteiniseringhormon, LH. Detta utsöndras i höga nivåer under en kort period, och orsakar förändringar i den Graafska follikeln så att ägglossningen sker.
Efter ägglossningen omvandlas granulosacellerna i den Graafska follikeln till att få endokrina funktioner, och de bildar en så kallad gulkropp. Denna utsöndrar progesteron, som påverkar mucosalagret i endometriet i livmodern så att det blir tjockt och tillgängligt för implantation av en befruktad äggcell. 
Gulkroppen utsöndrar dock bara progesteron under ca 2 veckor, sker en befruktning kommer äggcellen att producera hormoner som stimulerar gulkroppen att producera ytterligare progesteron under en längre period, tills embryot är självförsörjande med hormoner. Sker ingen befruktning inom 2 veckor tillbakabildas gulkroppen, hormonnivåerna sjunker och det förtjockade mucosa-lagret stöts ut tillsammans med det oberfruktade ägget, vilket ger menstruation.

## Sjukdomar
Den vanligaste sjukdomen i äggstockarna är tumörer, både i form av vätskefyllda cystor (ovarialcysta, cysta på äggstocken) och solida tumörer. Polycystiskt ovariesyndrom är en förhållandevis vanlig sjukdom.
De flesta tumörer (94%) är godartade och behöver endast behandlas med kirurgiska ingrepp om de ger besvär eller obehag. De resterande elakartade sex procenten, det vill säga äggstockscancer, har en relativt sett hög dödlighet då tumörerna ofta upptäcks i ett sent skede. Behandlingen är även här kirurgi, eventuellt i kombination med kemoterapi.
Äggstockarna kan vrida sig (torsion), vilket kallas ovarialtorsion och vilket ger en mycket intensiv magsmärta. Ovarialtorsion kräver akut vård. Äggstockarna kan bli infekterade och inflammerade (äggstocksinflammation). Om äggstockarnas hormonella och reproduktiva funktioner avstannar, kallas detta ovarialsvikt.